# Binder FBM
Die Friedrich Binder GmbH & Co. KG (kurz: FBM), gegründet von Friedrich Binder (* 1847 in Mönsheim; † November 1933), ist ein deutscher Schmuckhersteller mit Sitz in Mönsheim in Baden-Württemberg. Das Familienunternehmen wird in 5. Generation von der Gründerfamilie geführt. Seit 1910 werden dort Schmuckketten produziert.

## Geschichte
Das Unternehmen wurde im März 1910 in Mönsheim von dem Kettenmacher Friedrich Binder gegründet. Über ein halbes Jahrhundert lang war die Schmuckkettenherstellung von Handarbeit dominiert und es wurden in Lohnarbeit für die benachbarte  Pforzheimer Schmuckindustrie verschiedenste Kettenarten bearbeitet.
In den 1950er-Jahren brachte Ernst Binder die Firma in die Lage, den kompletten Herstellungsprozess vom Rohmaterial bis zum fertigen Schmuckstück im eigenen Hause abwickeln zu können. Der Direktkontakt mit dem Großhandel schuf die Möglichkeit, deutlich schneller die Vorstellung und Wünsche der Abnehmer mit marktgerechten Produkten zu bedienen.
Anfang der 1960er-Jahre erkannten in der dritten Generation Klaus und Fritz Binder die sich abzeichnende Entwicklung durch die weltweite Öffnung der Märkte. Mit dem zielstrebigen Ausbau eines hochtechnisierten Maschinenparks begegnet das Unternehmen den globalen Herausforderungen und wird zum High-Tech-Unternehmen mit heute über tausend Spezialmaschinen.
Die 1990er Jahre sowie das zurückliegende Jahrzehnt waren geprägt von dem Bemühen, die Firma in den USA und den asiatischen Märkten zu positionieren. Heute exportiert FBM in über 50 Länder. 2009 erfolgte die Übernahme Deutschlands führender Creolenproduktion, damit erreicht FBM auch in dieser Produktgattung eine wichtige Marktposition.
Die FBM-Punze steht für „Friedrich Binder Mönsheim“. 2014 betrug der Umsatz 28,8 Mio. Euro.

## Produkte
- Schmuckketten
- Armbänder
- Creolen
- Ohrstecker
- Fußketten
- Verschlussteile